# Musée des traditions locales de Biïsk
Le musée des traditions locales de Biïsk nommé d'après V.V. Bianki (en russe : Бийский краеведческий музей имени В. В. Бианки) est un musée des traditions locales dans la ville de Biïsk, dans le kraï de l'Altaï, un sujet sibérien de la fédération de Russie. Fondée en 1920, il est depuis 2010 une institution à but non lucratif , financée par le budget municipal de la ville de Biïsk.
Le musée est situé dans trois bâtiments. Le bâtiment principal, qui abrite le département historique du musée, se trouve dans l'ancienne maison du marchand Assov (ru), construite en 1914 selon les plans de l'éminent architecte sibérien Constantine Lyguine (ru). L'un des départements ; le musée de la route de la Tchouïa ; est installé dans l'ancienne maison du marchand Varvinski, construite en 1910-1911 en mettant l'accent sur le style roman de la bâtisse. Les fondateurs du musée sont Mikhaïl Ivanovitch Krot-Donorski et Vitali Bianchi, dont le musée porte le nom.

## Fonds et collections du musée
- Archéologie du paléolithique au Moyen Âge, une collection unique de pétroglyphes néolithiques de l'âge du bronze dans l'Altaï.
- Collection de crânes de bisons, mammouths, flore et faune, minéraux rares des montagnes de l'Altaï.
- Collection numismatique .
- Porcelaine chinoise de l'ère Qing des XVIIIe – XIXe siècles.
- Plastique bouddhiste - "Images sacrées du Tibet".
- Une collection d'armes des XIVe – XXe siècles, une véritable serrure d'une des portes d'entrée du Reichstag.
- Ethnographie des Koumandines .
- Le chamanisme de l'Altaï est une collection unique d'objets sacrés des chamans de l'Altaï[1].